# Sven Rosman
Sven Rosman, född 21 oktober 1866 i Visby, död 14 november 1936 i Kalmar, var en svensk arkitekt, teckningslärare och målare.
Rosman, som var son till läroverksadjunkten Johan Oscar Rosman och Hilda Catharina Lyth, studerade vid Högre konstindustriella skolan 1885–1887 och vid Kungliga Tekniska högskolans arkitekturavdelning 1891–1893. Han var föreståndare och lärare i frihandsteckning och modellering vid Tekniska skolan i Visby 1888–1891 och 1893–1895, blev därefter vikarierande teckningslärare vid Kalmar högre allmänna läroverk och från 1902 ordinarie teckningslärare. Han var livligt intresserad av Kalmar stads äldre historia och medverkade i de utgrävningar som genomfördes i staden på 1920-talet. Detta resulterade i att han utgav Berättelse om utgrävningarna 1923–1926 i Gamlestan i Calmar. Som konstnär medverkade han i samlingsutställningar på Kalmar slott. Hans konst består huvudsakligen av stadsmotiv från Kalmar utförda i akvarell. Rosman är representerad vid bland annat Kalmar konstmuseum.
Rosman var från 1907 gift med Olivia Maria Johansson samt far till Hilda Märta Rosman. Han är begravd på Södra kyrkogården i Kalmar.

### Fotnoter
1. ↑  Minnesruna i Dagens Nyheter 1936-11-16, sid. 15.
2. ↑  Sven Rosman i Torsten Uggla, Svenskt porträttgalleri (1901), volym XII:3. Lärarekåren i Lunds, Göteborgs och Kalmar stift
3. ↑  ”Kalmar konstmuseum”. Arkiverad från originalet den 10 december 2017. https://web.archive.org/web/20171210071541/http://konstdatabas.designarkivet.se/index.php/Detail/Object/Show/object_id/3127. Läst 9 december 2017.
4. ↑  FinnGraven